# 保罗·维拉尔
保罗·于尔里克·维拉尔（法語：Paul Ulrich Villard，1860年9月28日—1934年1月13日），法国化学家和物理学家。1900年，他在研究镭的辐射时发现了伽马射线。

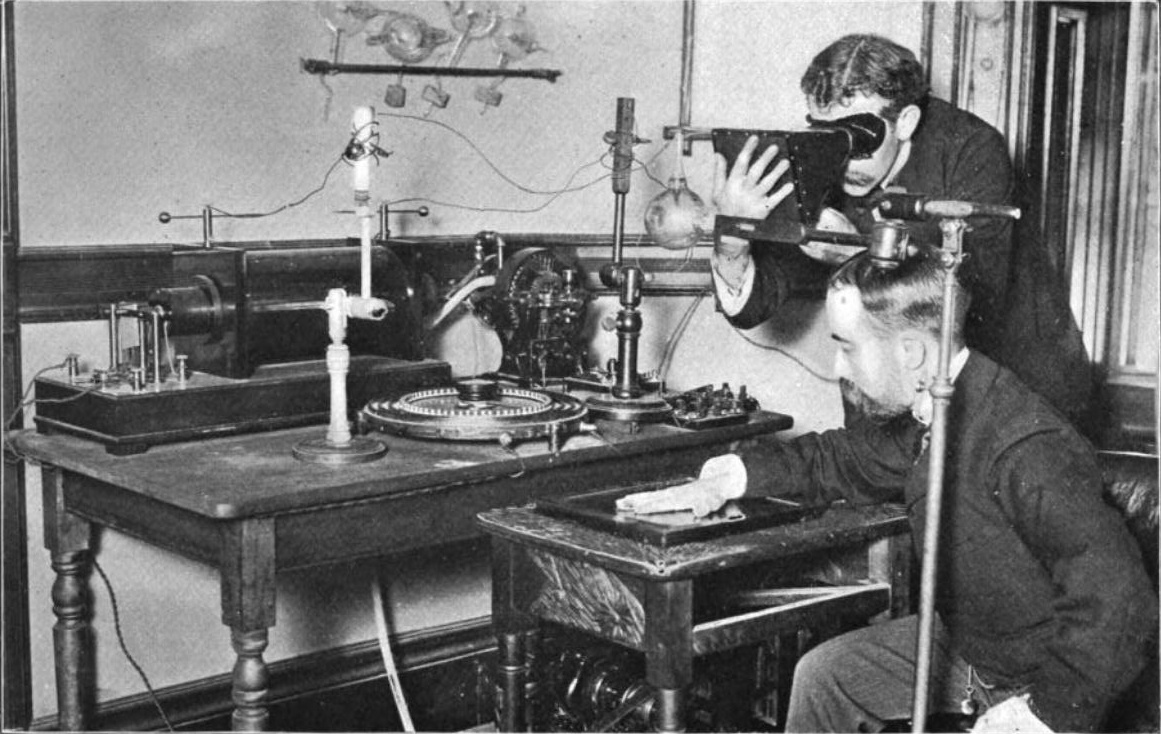
利用早期克鲁克斯管装置进行X-射线成像（1896年）。

## 退休和去世
维拉尔退休后离开了巴黎。1934年1月13日，他在巴约讷去世。